# Kosárcincér
A kosárcincér (Nathrius brevipennis) a cincérfélék családjába tartozó, Európában őshonos, lombos fákon és bokrokon élő bogárfaj. 

## Megjelenése
A kosárcincér testhossza 3-6 mm. Az előtor oldalai ívesek. A szárnyfedők visszafejlődtek, csak kb. a potroh felét takarják; oldalvonalai a nőstény esetében párhuzamosak, a hímnél enyhén homorúak. Színe barna, a szárnyak vége néha sötétebb, lábai többnyire kissé világosabbak. A fej és az előtor nagyon sűrűn, alig láthatóan pontozott, a szárnyfedők pontozása szórt, sokszor elmosódott, a végükön majdnem sima. Csápjai vékonyak, hosszúak, az ötödik íz a hímnél majdnem, a nősténynél olyan hosszú, mint a harmadik és negyedik íz együttvéve.

## Elterjedése és életmódja
Valószínűleg Dél-Európában őshonos, de a vesszőkből készült iparcikkekkel behurcolták Európa többi részére, valamint Észak- és Dél-Amerikába, Dél-Afrikába és Ausztráliába is. Magyarországon szórványosan fordul elő, de helyenként tömeges is lehet. 
Lárvája különféle lombos fák és cserjék (gesztenye, szil, dió, tölgy, mandula, mogyoró, fűz, akác, pisztácia, füge, stb.) vékony ágaiban fejlődik, eleinte a kéreg alatt, majd a faanyagban is. Életciklusa két évig tart. A hántolatlan fűzvesszőkből készült kosarakból olykor tömegesen bújik elő. Tavasszal bábozódik, majd az imágók áprilistól augusztusig rajzanak. 
Magyarországon nem védett.